# Seznam senatorjev 9. parlamenta Kraljevine Italije
Seznam senatorjev 9. parlamenta Kraljevine Italije je urejen po letu imenovanja.

## 1866
- Prospero Antonini
- Giusto Bellavitis
- Alessandro Carlotti
- Giovanni Cittadella
- Girolamo Costantini
- Giuseppe Giovanelli
- Giambattista Giustinian
- Luigi Michiel
- Francesco Miniscalchi Erizzo
- Lodovico Pasini
- Luigi Revedin
- Agostino Sagredo
- Luigi Strozzi
- Sebastiano Tecchio

## 1867[1]
- Gregorio Caccia
- Raffaele Conforti
- Giuseppe Mirabelli
- Saverio Francesco Vegezzi